# 1980 في تركيا
فيما يلي قوائم الأحداث التي وقعت خلال عام 1980 في تركيا.

## أحداث
- 12 سبتمبر – انقلاب 1980 في تركيا

## سياسة

### تعيين في المنصب
- 12 سبتمبر – كنعان أورن رئيس تركيا.
- 20 سبتمبر – توركوت أوزال نائب رئيس وزراء تركيا.

## أفلام
من الأفلام التي صدرت هذه السنة في تركيا:
- 1 يناير – على الأراضي الخصبة من إخراج Erden Kıral [الإنجليزية]‏.

## مواليد

### يناير
- 1 يناير – غايا غورسيل ممثلة تركية.
- 11 يناير – غوكدنيز قرادنيز لاعب كرة قدم تركي.
- 21 يناير – سردار أوزير ممثل تركي.

### فبراير
- 3 فبراير – عائشة إشيلدار أك
- 6 فبراير – أوزان تشوبان أوغلو ممثل تركي.
- 25 فبراير – موراتكان غولر لاعب كرة سلة تركي.

### مارس
- 1 مارس – بورجو كارا ممثلة تركية.
- 6 مارس – يلز أوزيل لاعبة كرة يد تركية.
- 7 مارس – مراد بوز مغني تركي.
- 7 مارس – نرمين يلدرم مؤلفة تركية.
- 9 مارس – بورتشين تيرزي أوغلو ممثلة تركية.

### أبريل
- 15 أبريل – أليف شغلار مؤلفة تركية.

### مايو
- 8 مايو – كان اورجنجي اوغلو ممثل تركي.
- 13 مايو – سارب اكايا ممثل تركي.
- 19 مايو – ديميت إيفجار ممثلة تركية.
- 25 مايو – نرجس أوزتورك ممثلة تركية.
- 27 مايو – أسلي أوركان ممثلة تركية.
- 30 مايو – خالص أوزكاهيا

### يونيو
- 16 يونيو – نهر أردوغان ممثلة تركية.
- 17 يونيو – سيلا مغنية تركية.

### يوليو
- 25 يوليو – فاتح سولاك لاعب كرة سلة تركي.

### أغسطس
- 2 أغسطس – كايا بكر لاعب كرة سلة تركي.
- 16 أغسطس – شيناي أكاي ممثلة تركية.
- 27 أغسطس – بيجوم كوتوك

### سبتمبر
- 1 سبتمبر – توتكو أتشيك لاعب كرة سلة تركي.
- 7 سبتمبر – إمره بلوز أوغلو لاعب كرة قدم تركي.
- 15 سبتمبر – اريم التوغ ممثلة تركية.

### أكتوبر
- 1 أكتوبر – إبراهيم سين
- 14 أكتوبر – كانسو دير ممثلة تركية.

### نوفمبر
- 2 نوفمبر – مصطفى جيجلي مغني تركي.
- 5 نوفمبر – فريدة شتين ممثلة تركية.
- 5 نوفمبر – مصطفى سارب لاعب كرة قدم تركي.
- 30 نوفمبر – جيم أدريان

### ديسمبر
- 2 ديسمبر – توفان إرسوز لاعب كرة سلة تركي.
- 4 ديسمبر – توبا بالازولو لاعبة كرة سلة تركية.

## وفيات

### ديسمبر
- 2 ديسمبر – روزا إشكنازي (مواليد 1895) مغنية يونانية.